# Milnesium swolenskyi
Milnesium swolenskyi  — викопний вид тихоходів з сучасної родини Milnesiidae, що існував у пізній крейді (94-90 млн років тому). Типовий зразок виявлено у шматку нью-джерсійського бурштину.